# Котдивоарска гражданска война
Котдивоарската гражданска война е гражданска война, която започва на 19 септември 2002 година в Кот д'Ивоар.
Макар че в голяма степен бойните действия привършват до края на 2004 година, страната продължава да е разделена на две части: южна и северна, контролирани съответно от правителството и от бунтовници. Френските войници се намесват в безредиците, за да помогнат за разрешаването на конфликта. Враждебните дейности нарастват, а с тях и набезите срещу чуждите войници и гражданското население.
Положението през 2006 година продължава да бъде особено напрегнато и според мнозина ООН и френските въоръжени сили претърпяват неуспех при помиряването на страните. Обединени от националния отбор по футбол на страната, който се класира за финалите на Световното първенство през 2006 година, враждуващите страни стигат до временно примирие.
След утихването на гражданската война започва Операцията на ООН в Кот д'Ивоар, но пред миротворците се открива сложна ситуация, която е допълнително утежнена поради численото им малцинство спрямо бунтовниците и редовите граждани. В крайна сметка през март 2007 година е подписано мирно споразумение. Първите президентски избори след започването на войната се провеждат през 2010 година, като преди това са многократно отлагани.